# Заслуженный строитель Украинской ССР
Заслуженный строитель УССР (укр. Заслужений будівельник УРСР) — почётное звание, присваиваемое высококвалифицированным работникам строительства, промышленности строительных материалов и строительной индустрии, научно-исследовательских, проектных, изыскательских и других объединений, учреждений и организаций за выдающиеся производственные и научно-технические достижения, ускорение темпов, улучшение качества, обеспечение высокой рентабельности производства и работающим в этих областях народного хозяйства.
В 2001 году, согласно указу Президента Украины № 461, заменено почётным званием Заслуженный строитель Украины.